# Семёнова, Ольга Владимировна
О́льга Влади́мировна Семёнова (в девичестве — Чу́ркина; род. 17 октября 1973 года в Бийске) — российская легкоатлетка. Трёхкратная чемпионка (2000, 2004×2), трёхкратный серебряный (1992×2, 1996) и бронзовый призёр (1992) Паралимпийских игр. Заслуженный мастер спорта России.

## Биография
Родилась 17 октября 1973 года в городе Бийск, Алтайский край. В три года после сильного стресса частично потеряла зрение.

## Спортивная карьера
Выступала в классе 13 — спортсмены с нарушением зрения.
В 1996 году, на Паралимпийских играх в Атланте, уступила в пятиборье только американке Марле Ранян, победившей с новым мировым рекордом.
В 2000 году первенствовала в пятиборье на Паралимпийских играх в Сиднее.
В 2004 году завоевала две золотые медали на дистанциях 100 метров и 400 метров на Паралимпийских играх в Афинах.
В 2008 году, на Паралимпийских играх в Пекине, не финишировала на дистанции 100 метров и не прошла первый квалификационный раунд на дистанции 400 метров.

## Награды
- Заслуженный мастер спорта России (1996).
- Орден Дружбы (6 апреля 2002 года) — за большой вклад в развитие физической культуры и спорта, высокие спортивные достижения на XI Паралимпийских играх 2000 года в Сиднее (Австралия)[2].
- Премия Паралимпийского комитета России «Возвращение в жизнь», номинация «И жизнь, и слезы, и любовь…» (2006)[3].